# Pression de vapeur de Reid
La pression de vapeur de Reid (RVP) est une mesure courante de la volatilité de l'essence et d'autres produits pétroliers. Elle est définie comme la pression de vapeur absolue exercée par la vapeur du liquide et tout gaz dissous/humidité à 37,8 °C (100 °F), déterminée par la méthode d'essai ASTM D-323, qui a été développée pour la première fois en 1930 et a été révisée plusieurs fois (la dernière version est ASTM D323-15a). La méthode d'essai mesure la pression de vapeur de l'essence, du pétrole brut volatil, des carburants aviation, du naphta et d'autres produits pétroliers volatils, mais n'est pas applicable aux gaz de pétrole liquéfiés. La norme ASTM D323-15a exige que l'échantillon soit refroidi à 0 °C-1 °C, puis versé dans l'appareil ; pour tout matériau qui se solidifie à cette température, cette étape ne peut pas être effectuée. La RVP est communément indiquée en kilopascals ou en livres-forces par pouce carré (PSI) et représente la volatilisation à la pression atmosphérique car ASTM D-323 mesure la pression manométrique de l'échantillon dans une chambre non vide.
La question de la pression de vapeur est importante en ce qui concerne la fonction et le fonctionnement des véhicules à essence, en particulier ceux à moteur à carburateur, et elle est également importante pour de nombreuses autres raisons. Des niveaux élevés de vaporisation sont souhaitables pour le démarrage et le fonctionnement en hiver, et des niveaux inférieurs sont souhaitables pour éviter le blocage de la vapeur pendant la chaleur estivale. Le carburant ne peut pas être pompé lorsqu'il y a de la vapeur dans la conduite de carburant (été) et le démarrage en hiver sera plus difficile lorsque l'essence liquide dans les chambres de combustion ne s'est pas vaporisée. Ainsi, les raffineries de pétrole font varier la pression de vapeur de Reid de façon saisonnière spécifiquement pour maintenir la fiabilité du moteur à essence.
La pression de vapeur de Reid (RVP) peut différer sensiblement de la vraie pression de vapeur (TVP) d'un mélange liquide, car :
1. La RVP est la pression de vapeur mesurée à 37,8 °C et le TVP est fonction de la température ;
2. La RVP est définie comme étant mesurée à un rapport vapeur/liquide de 4:1, tandis que le TVP des mélanges peut dépendre du rapport vapeur/liquide réel ;
3. La RVP inclura la pression associée à la présence d'eau et d'air dissous dans l'échantillon (ce qui est exclu par certaines définitions du TVP, mais pas toutes) ;
4. La méthode RVP est appliquée à un échantillon qui a eu l'occasion de se volatiliser quelque peu avant la mesure : c.-à-d., le récipient à échantillon ne doit être rempli qu'à 70-80 % de liquide[6] (de sorte que tout ce qui se volatilise dans l'espace de tête du contenant soit perdu avant l'analyse) ; l'échantillon se volatilise ensuite à nouveau dans l'espace de tête de la chambre d'essai D323 avant d'être chauffé à 37,8 °C[7].